# Ашхамаф Дауд Алійович
Дау́д Алі́йович Ашхама́ф (1897—†1946) — адигейський радянський мовознавець і перекладач. Відіграв важливу роль у створенні адигейської писемності та у розвитку літературної мови.
Автор перших підручників та першого орфографічного словника адигейської мови.
Ашхамаф — співавтор професора М. Яковлєва у складанні «Граматики адигейської літературної мови» (1941).

## Твори
- История черкесских алфавитов. «Записки краевого научно-исследовательского института». Ростов на Дону, 1929.